# Deinosuchus
Deinosuchus er en uddød slægtning til alligatoren, der levede fra omkring 80 til 73 millioner år siden, i den sene kridttid. Det kan bedst oversættes med "frygtelig krokodille", fra græsk deinos (δεινός), "frygtelig", og soukhos, "krokodille". De første rester blev først fundet i North Carolina, USA, i 1850'erne, og arten blev navngivet og beskrevet i 1909. Yderligere fragmenter fundet i 1940'erne blev senere indarbejdet i en indflydelsesrig, men upræcis rekonstruktion ved American Museum of Natural History. Kendskabet til Deinosuchus er stadigvæk ufuldstændig, men bedre kranielt materiale fundet i løbet af de seneste år har udvidet den videnskabelige forståelse af denne massive jæger.
Selvom Deinosuchus var langt større end en hvilken som helst moderne krokodille eller alligator, omkring 12 meter lang, og vejede op til 8,5 ton, var den forholdsvis identisk med dens mindre slægtninge. Dens store, robuste tænder var bygget til at knuse byttet, og dens ryg var dækket med tykke, halvkugleformede osteodermer. En afhandling indikerer, at Deinosuchus kan have levet i op til 50 år og haft en lignende vækst som moderne krokodiller, men den fastholdt dog denne vækstrate i en meget længere periode i forhold dens nulevende slægtninge.
Deinosuchus-fossiler er blevet fundet i 10 delstater i USA, herunder Texas, Montana, og mange andre steder langs østkysten. Fossiler af dyret er også blevet fundet i den nordlige del af Mexico. Den levede på begge sider af Western Interior Seaway og var en opportunistisk jæger i kystregionerne ved den østlige del af Nordamerika. Deinosuchus var fysisk størst i sit vestlige udbredelsesområde, mens den i øst til gengæld var meget mere talrig. Hvorvidt disse to bestande udgjorde forskellige arter, er noget, forskerne ikke er enige om. Deinosuchus var muligvis i stand til at dræbe og æde store dinosaurer. Den har sandsynlighed også levet af blandt andet havskildpadder og fisk.

## Beskrivelse

### Morfologi
På trods af dens store størrelse var Deinosuchus' udseende ikke væsentligt forskelligt fra moderne krokodillers og alligatorers. Deinosuchus havde en alligatoragtig, bred snude, med en lidt løgformet  spids. Hver præmaxilla indeholdt fire tænder, med parret nærmest spidsen af snuden værende betydeligt mindre end de andre to. Hver maxilla indeholdt 21 eller 22 tænder.  Alle tænderne var meget tykke og robuste; de bageste var afrundede og stumpe. Tænderne så ud til at have været brugt til at knuse byttet, snarere end til at spidde det. Når munden var lukket, var kun den fjerde tand på underkæben synlig.
Nutidige saltvandskrokodiller har den største bidestyrke af alle nulevende dyr med et maksimum på mere end 16.000 Newton. Bidestyrken hos Deinosuchus har man vurderet til at have været på mellem 18.000 N. og 100.000 N. Det er blevet hævdet, at selv de største og kraftfuldeste dinosaurer som Tyrannosaurus nok havde mindre bidestyrke end Deinosuchus.
Deinosuchus havde en sekundær, forbenet gane, der kunne gøre den i stand til at ånde igennem dens næsebor, mens resten af hovedet var under vandet..
Osteodermerne (skællene), der dækkede ryggen af Deinosuchus, var usædvanligt store og tunge; nogle var næsten halvkugleformede. Dybe huller og riller på disse osteodermer fungerede som fastgørelsespunkter for bindevæv. Sammen med bindevævet fungerede osteodermerne som bærende forstærkning for at støtte Deinosuchus' enorme krop, når den var ude af vandet. Derfor var Deinosuchus, på trods af dens størrelse, omtrent næsten lige så adræt på land som dens moderne slægtninge.

### Størrelse
Fordi de kendte rester af Deinosuchus er så fragmentariske, varierer forskernes bud på, hvor stort dyret har været. I 1954 rekonstruerede Edwin H. Colbert og Roland T. Bird underkæben af Deinosuchus, med en længde på omkring to meter, og udregnede "baseret på sammenlignende målinger", at den gigantiske alligators totale kropslængde kunne have været op til 15 meter. Et meget mindre estimat – omkring 8-10 meter – blev givet af Gregory M. Erickson og Christopher A. Brochu i 1999. David R. Schwimmer opdagede i 2002, at den mindre og mere almindelige form for Deinosuchus, fundet i den østlige del af Nordamerika, havde et cirka en meter langt kranie. Ved at bruge en formel baseret på kraniets størrelse anslog Schwimmer, at dyret kan have været omkring otte meter langt og med en vægt på 2,3 ton. Ifølge Schwimmers undersøgelser var Deinosuchus større i den vestlige del af kontinentet. Et rimeligt velbevaret kranie fundet i Texas tydede på en længde af dyrets hoved på omkring 1,31 meter. Med dette som grundlag udregnede Schwimmer dens totale kropslængde til cirka 9,8 meter. Selvom de største rester af Deinosuchus havde kranier, der er alt for dårligt bevarede til at bruge denne udregningsmetode, så tydede målinger af ryghvirvlerne på, at Deinosuchus godt kunne have været endnu større. Schwimmer anslår, at de største individer kunne nå en længde på 12 meter og måske veje 8,5 ton eller mere.
Selvom der er noget uenighed om dyrets korrekte størrelse, er de fossile rester ikke desto mindre nok til at indikere, at Deinosuchus var væsentligt større end alle dens moderne slægtninge. Selv de mindre skøn fra Erickson og Brochu tyder det på, at den maksimale vægt overstiger nulevende arter med en faktor på 3 til 5. Deinosuchus er ofte blevet udråbt til den største krokodilleart, der nogensinde har levet, men nogle andre krokodillelignende dyr, såsom Purussaurus, Rhamphosuchus og Sarcosuchus, kan muligvis have nået dens størrelse, eller måske været større endnu.

## Palæobiologi

### Habitat
Deinosuchus levede på begge sider af Western Interior Seaway. Eksemplarer er fundet i 10 af USA's delstater. Et Deinosuchus-osteoderm fra San Carlos Formation var også rapporteret i 2006, så den enorme alligatorslægtnings udbredelse kan have inkluderet dele af det nordlige Mexico. Deinosuchus-fossiler er mest udbredt i Gulf Coastal Plain-regionen i Georgia, nær grænsen til Alabama. Alle kendte rester af Deinosuchus er fundet i klipper dateret til Sen Kridt. De ældste eksemplarer af denne art levede omtrent for 80 millioner år siden, og de yngste fra omkring 73 millioner år siden.
Fordelingen af Deinosuchus-rester indikerer, at disse gigantiske alligatorider kan have foretrukket at leve omkring flodmundinger. I Aguja Formation i Texas, hvor nogle af de største rester af Deinosuchus er blevet fundet, kan dette tyde på, at dyrene muligvis levede i brakvandsbugter. Selvom nogle fund er gjort ved havet, står det ikke klart, om Deinosuchus nogensinde vovede sig ud i havet på samme måde som nutidens deltakrokodiller. En forklaring på fund ved havet kan være, at rester af døde dyr er skyllet ud i havet. Deinosuchus har været beskrevet som et "iøjnefaldende" komponent af et angiveligt biom fra Sen Kridts Nordamerika.

### Føde
I 1954 fremsatte forskerne Edwin H. Colbert og Roland T. Bird tanker om, at Deinosuchus "meget vel kunne have jaget og ædt nogle af de dinosaurerer, den levede sammen med". Colbert tilrettede denne hypotese således i 1961: "Denne krokodille må bestemt have jagtet dinosaurer; hvorfor skulle den ellers være så ufatteligt stor? Den jagede i vand, hvor de store theropoder ikke kunne komme hen." David R. Schwimmer foreslog i 2002, at adskillige haleryghvirvler fra hadrosauride fundet i nærheden af Big Bend National Park, og som havde tandmarkeringer fra Deinosuchus, kunne styrke hypotesen om, at Deinosuchus i det mindste spiste dinosaurer i nogle tilfælde. I 2003 fandt Christopher A. Brochu ikke tandmarkerings-teorien overbevisende, men ikke desto mindre var han enig i, at Deinosuchus nok "spiste ornithopoder en gang imellem". Deinosuchus menes generelt at have jagtmetoder i stil med moderne krokodiller og alligatorer, f.eks. ved at angribe dinosaurer og andre landdyr ved vandkanten, hvorefter den holdt dem under vandet, til de druknede.
Schwimmer og G. Dent Williams foreslog i 1996, at Deinosuchus muligvis kunne have jagtet havskildpadder. Deinosuchus ville så nok have brugt de robuste, flade tænder bagerst i kæberne til at knuse skildpaddernes skjolde. Den "sidehalsede" havskilpadde, Bothremys, var især almindelig i den østlige del, hvor Deinosuchus levede, og adskillige af dens skjolde er fundet med bidemærker, der højst sandsynligt var påført af den store alligatorid.
Schwimmer konkluderede i 2002, at ædemønstret af Deinosuchus muligvis afhang af dens geografiske udbredelse; de mindre Deinosuchus i den østlige del af Nordamerika ville have været opportunister i en økologisk niche svarende nogenlunde til moderne amerikanske alligatorer. De ville have ædt havskildpadder, store fisk og mindre dinosaurer. De større, men mindre udbredte Deinosuchus, der levede i Texas og Montana, kunne have været mere specialiserede jægere, der jagtede, fangede og åd store dinosaurer. Schwimmer noterede, at ingen theropoder i den østlige del af Nordamerika nåede den østlige Deinosuchus i størrelsen, hvilket kunne indikere, at det massive dyr kunne have været regionens toprovdyr.

### Vækstrater
En afhandling i 1999 af Gregory M. Erickson og Christopher A. Brochu foreslog, at Deinosuchus' vækstrate kunne sammenlignes med dens moderne slægtninge, men at den blot holdt denne rate i meget længere tid. Deres skøn var baseret på "vokseringe" i dorsale osteodermer af forskellige prøver, hvilket indikerede, at Deinosuchus kunne have været over 35 år om at nå sin fulde, voksne størrelse, og at de ældste individer måske har kunnet leve i mere end 50 år. Dette var en fuldstændigt anderledes voksestrategi end store dinosaurer, der opnåede deres voksne størrelse meget hurtigere og levede i meget kortere rid. Ifølge Erickson ville en Deinosuchus "nok have set adskillige generationer af dinosaurer komme og gå".
Schwimmer bemærkede i 2002, at Ericksons og Brochus' antagelser om vækstrater kun er gyldige, hvis de osteoderme ringe afspejler årlige perioder, som de gør i moderne krokodiller og alligatorer. Ifølge Schwimmer kunne vokseringenes mønster i Deinosuchus have været påvirket af en række faktorer, herunder "deres byttes vandringer, sæsonmæssige klimavariationer eller den oceaniske cirkulation og næringsstoffernes kredsløb". Hvis kredsløbet var halvårligt i stedet for årligt, kunne det betyde, at Deinosuchus voksede hurtigere end dens moderne slægtninge og havde en lignende maksimal levetid.

## Opdagelse og navngivning
I 1858 beskrev geologen Ebenezer Emmons to store fossile tænder fundet i Bladen County, North Carolina. Emmons mente, at disse to tænder tilhørte Polyptychodon, som han regnede for at være en "krokodilleslægt". Senere fund viste dog, at Polyptychodon i virkeligheden var en pliosaur, det vil sige en type havkrybdyr. Tænderne, der var beskrevet af Emmons, var tykke, en smule buede og dækket med en lodret, rillet emalje; han tildelte dem artsnavnet P. rugosus. Selvom det i første omgang ikke blev anerkendt som sådan, var disse nok de første videnskabeligt beskrevne Deinosuchus-rester. En anden stor tand, som muligvis også var fra Deinosuchus, og fundet i Sampson County (North Carolina), blev navngivet Polydectes biturgidus af Edward Drinker Cope i 1869.
I 1903 fandt man adskillige fossile osteodermer ved Willow Creek i Montana. De blev fundet "liggende på overfladen af jorden" af John Bell Hatcher og T.W. Stanton. Disse osteodermer mente man i første omgang måtte tilhøre den ankylosauride dinosaur Euoplocephalus. Udgravning på pladsen, ledet af W.H. Utterback, gav yderligere fossiler, herunder flere osteodermer samt ryghvirvler, ribben og et pubis. Da disse rester blev undersøgt, stod det klart, at de tilhørte et stort dyr i krokodillefamilien, og ikke en dinosaur; da Hatcher fandt ud af det, "mistede han med det samme interessen" for materialet. Efter Hatchers død i 1904 undersøgte og beskrev hans kollega W.J. Holland fossilerne. Holland henførte i 1909 disse rester til en ny slægt og art, Deinosuchus hatcheri. Deinosuchus kommer af oldgræsk δεινός/deinos, med betydningen "frygtelig", og σουχος/suchos, som betyder "krokodille".
En ekspedition i 1940, ledt af American Museum of Natural History, gav flere fossiler af gigantiske krokodiller, Denne gang fra Big Bend National Park i Texas. Resterne blev beskrevet af Edwin H. Colbert og Roland T. Bird i 1954 under navnet Phobosuchus riograndensis. Donald Baird og Jack Horner tilskrev senere Big Bend-resterne til Deinosuchus, som er blevet accepteret af de fleste nutidige autoriteter. Slægtsnavnet Phobosuchus, der oprindeligt var skabt af Baron Franz Nopcsa i 1924, er siden blevet kasseret, fordi slægten indeholdt en række forskellige arter,  der viste sig ikke at være tæt beslægtede med hinanden.
American Museum of Natural History lavede kranie- og kæbefragmenter til en gipsrestaurering, modelleret efter nutidens cubanske krokodille. Colbert og Bird erklærede, at dette var en "konservativ" rekonstruktion siden en endnu større længde kunne opnås, hvis man brugte en moderne krokodille med et langt kranie som deltakrokodillen som skabelon. Fordi det ikke dengang var kendt at Deinosuchus havde en stor snude, fejlberegnede Colbert og Bird proportionerne af kraniet, og rekonstruktionen overdrev stærkt dens aktuelle, samlede bredde og længde. På trods af unøjagtighederne blev det rekonstruerede kranie det bedst kendte levn af Deinosuchus, og skabte offentlig opmærksomhed for den store krokodille for første gang.
En lang række yderligere rester af Deinosuchus blev opdaget over de næste mange årtier. De fleste var ganske fragmentariske, men de udvidede kendskabet til det gigantiske rovdyrs udbredelsesområde. Som bemærket af Christopher A. Brochu er osteodermerne markante nok til, at selv "knoglen granola" passende kan bekræfte tilstedeværelsen af Deinosuchus. Bedre kranielt materiale blev også fundet; i 2002 var David R. Schwimmer i stand til at skabe en sammensat computerrekonstruktion af omkring 90 % af kraniet.

## Klassifikation
Colbert og Bird klassificerede oprindeligt Deinosuchus i familien Crocodylidae, primært på basis af tænderne, i lighed med moderne krokodiller. Men ved en fylogenetisk reevaluering foretaget i 1999 af Brochu blev det fastlagt, at Deinosuchus faktisk var et primitivt medlem af Alligatoroidea, det vil sige beslægtet med alligatorer. Således "er Deinosuchus ikke verdens største krokodille, men derimod en af de største alligatorer". Denne klassifikation blev i 2005 styrket ved opdagelsen af en velbevaret Deinosuchus-hjernekasse fra Blufftown Formation i Alabama. Hjernekassen har træk, der minder om dem, man finder i den nutidige art amerikansk alligator. Selvom den var et forhistorisk medlem af den samme gruppe, er Deinosuchus ikke en direkte forfader til de nutidige alligatorer. Dets nærmeste slægtninge var muligvis Leidyosuchus og Diplocynodon.
Schwimmer mente i 2002, at alle Deinosuchus-fund tilhører én art. Han bemærkede, at der var flere ligheder end forskelle mellem de østlige og vestlige populationer, og at de fleste af disse forskelle kun relaterede til størrelsen. Under International Code of Zoological Nomenclatures prioritetsregler vil denne arts navn være D. rugosus. Lucas et al. (2006) anså også Deinosuchus som den eneste art i sin slægt. Men i 2003 stillede Brochu spørgsmålstegn ved Schwimmers analyse; størrelsen kunne være et betydningsfuldt diagnostisk træk, og adskillige af de træk brugt af Schwimmer til at etablere synonymitet mellem de to populationer er i virkeligheden primitive træk, der også deles med andre slægter. I 2002 henviste Schwimmer uformelt til den vestlige population som D. riograndensis. Adskillige andre forskere – inklusive Anglen og Lehman (2000) samt Westgate et al. (2006) – har også for nylig tildelt fund af den vestlige population dette artsnavn.